# 7. Arrondissement (Paris)

Logo der mairie des 7. Arrondissements

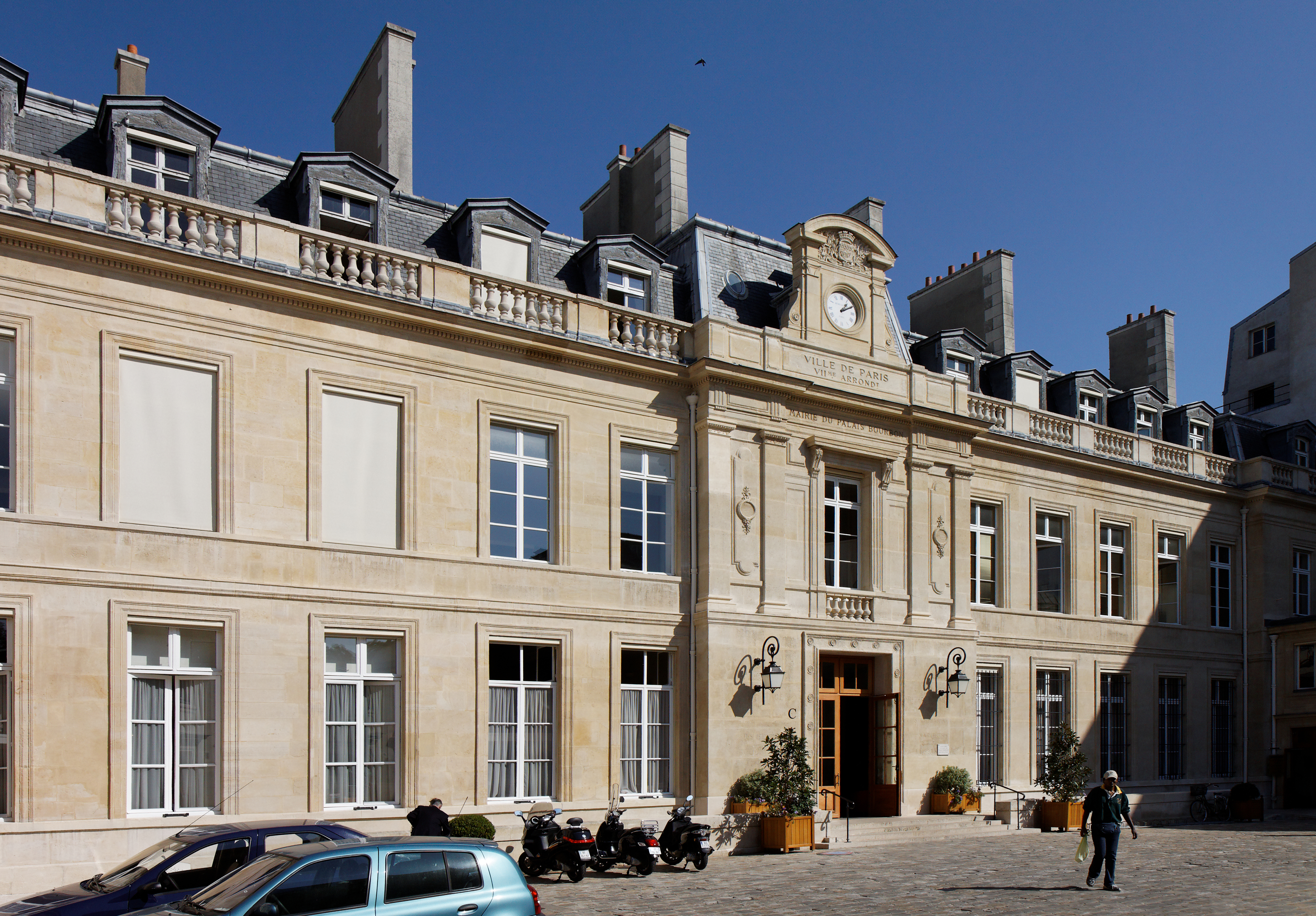
Rathaus des 7. Arrondissements

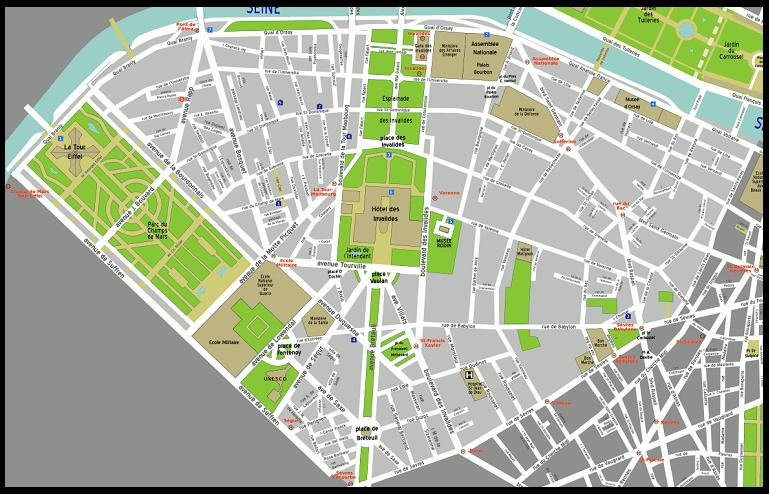
Karte des 7. Arrondissements

Die Stadtviertel im 7. Arrondissement

Das 7. Arrondissement von Paris (französisch 7e arrondissement de Paris, auch VIIe arrondissement de Paris, arrondissement du Palais-Bourbon) ist ein Bezirk der französischen Hauptstadt Paris, der während der Ausdehnung der Stadt zu Beginn des 19. Jahrhunderts entstand.
Es ist mit dem Pariser Wahrzeichen, dem Eiffelturm, und weiteren bekannten Sehenswürdigkeiten wie dem Musée d’Orsay, dem Musée du quai Branly und dem Hôtel des Invalides ein beliebtes Ziel für Touristen. Außerdem ist es mit einer Vielzahl von Ministerien, der Nationalversammlung und zahlreicher ausländischer Botschaftssitze nach dem 8. Arrondissement das zweite politische Zentrum der Stadt.
Seit dem 17. Jahrhundert zählt das Arrondissement als bevorzugtes Residenzviertel des französischen Adels, wozu vor allem die Gegend rund um den Faubourg Saint-Germain gehört, weshalb es durch seine zahlreichen Stadtpalais auch sinnbildlich für den Reichtum und Einfluss der Aristokratie in der Geschichte des Landes steht. Zusammen mit dem 16. Arrondissement im Westen der Stadt und dem Nobelvorort Neuilly-sur-Seine zählt es auch gegenwärtig noch immer als teuerstes und wohlhabendstes Residenzviertel ganz Frankreichs.

## Geographische Lage
Das 7. Arrondissement liegt unmittelbar an der Rive Gauche, dem linken Seineufer. Es grenzt im Osten an das 6. Arrondissement und wird im Süden und Westen vom 15. Arrondissement umgeben. Auf dem gegenüber liegenden Seineufer liegen (Von Westen nach Osten) das 16., 8. und 1. Arrondissement. Da die Abgrenzung zu den Nachbarbezirken im Süden und Osten eher die Form eines Bogens als eines Rechtecks annimmt und der Seine-Verlauf im Norden ebenfalls leicht bogenförmig ist, ähnelt die Form der Bezirksfläche einem abgerundeten, mit der Spitze nach unten zeigenden Dreieck. Die Abgrenzung von den südlich und östlich gelegenen Arrondissements wird durch die Abfolge folgender Straßen markiert: der südlich des Marsfeldes gelegenen Avenue de Suffen, der Rue de Sèvres und der Rue des Saints-Pères. An der Südspitze vollführen Rue Rérignon und Avenue de Saxe eine leichte Einbuchtung.
Die wichtigen Straßen im Bezirk werden vor allem von den in die Fläche gehenden Repräsentations- und Funktionsbaulichkeiten vorgegeben. Zuführstraße zum Hôtel des Invalides ist die Avenue de Breteuil, Zuführstraße zu der – dem Marsfeld mitsamt Eiffelturm vorgelagerten – École militaire ist die Avenue de Saxe. Wichtige Verkehrsstraßen im nordöstlichen Bereich des Arrondissements sind die Avenue Bosquet und die Avenue Rapp. Im nordwestlichen Teil erfüllen diese Rolle der Boulevard Saint-Germain und der Boulevard Raspail. Die Architektur des 7. Arrondissements wird dominiert von dem Pariser Wahrzeichen schlechthin – dem Eiffelturm. Mitsamt dem ihm vorgelagerten Marsfeld und der daran anschließenden École militaire nimmt er das Gros des südwestlichen Bezirksviertel in Beschlag. Eine ähnlich dominierende Rolle nimmt im Bezirkszentrum das Hôtel des Invalides ein – eine mit Grünflächen versehene Palastanlage, welche das Musée de l’Armée sowie weitere Museen beherbergt.
Eine Konzentration teils namhafter Museen, darunter das weltbekannte Musée d’Orsay, ist auch entlang der an der Seine liegenden Quais zu verzeichnen. Von West nach Ost sind dies: Quai Jacques Chirac, Quai d’Orsay und Quai Voltaire. Das 7. Arrondissement partizipiert an insgesamt acht der 37 Pariser Seine-Brücken. Von West nach Ost sind dies: die zum Eiffelturm führende Pont d’Iéna, Pont de l’Alma, Pont des Invalides, Pont Alexandre III, Pont de la Concorde, die Fußgängerbrücke Passerelle Léopold-Sédar-Senghor, Pont Royal und Pont du Carrousel, und ist so das Arrondissement mit der höchsten Brückendichte. Stärker belebte Straßenabschnitte finden sich vor allem im nordwestlichen Teil zwischen Marsfeld und Seine im Quartier du Gros-Caillou. Die hohe Dichte an Funktions- und Repräsentationsbauwerken geht einher mit einem Ruf, welcher dem Arrondissement einen eher langweiligen, großbürgerlichen sowie von Staatsbeamten geprägten Charakter zuschreibt.

## Geschichte
In der Römerzeit war das Terrain, das heute das 7. Arrondissements von Paris bildet, weitgehend unerschlossen. Deren Vorläufer, die römische Stadt Lutetia, konzentrierte sich auf die Île de la Cité sowie die linke Flussseite um den Montagne Sainte-Geneviève. Das westlich gelegene Vorland bestand aus sumpfigen Niederungen und landwirtschaftlich genutzten Flächen, die als „campus“ oder Feld bezeichnet wurden. Bis zur Zeit der Wikingerüberfälle im 9. Jahrhundert – gipfelnd in der fast einjährigen Belagerung 985/86 – änderte sich an dieser Situation wenig. Die Anfang des 11. Jahrhunderts errichtete karolingische Stadtmauer bezog über die Île de la Cité hinaus lediglich einige an die Seine angrenzende Gebiete auf dem rechten Flussufer mit ein.
Auch zur Zeit der Errichtung der Stadtmauer von Philipp-August Ende des 11. Jahrhunderts lag das Terrain außerhalb der städtischen Arrondierungen. Die Mauer bezog zwar erstmals größere Teile des linken Flussufers in die Befestigungen mit ein. Die westlich davon gelegenen Gebiete blieben allerdings ländlich geprägt, mit vereinzelten Klosteranlagen, kleinen Gehöften und Landwirtschaft. Eine erste Verdichtung zeichnete sich ab, als sich um die Abtei Saint-Germain-des-Prés ein neuer Siedlungskern westlich der bestehenden Stadtmauern herausbildete. Im weiteren Umfeld des Gebiets entstanden im Verlauf des Mittelalters kleinere Dörfer und Flecken: die Gemeinden Grenelle und Vaugirard im Süden (heute: 15. Arrondissement) sowie Auteuil und Passy jenseits im Westen auf der anderen Flussseite (heute: 16. Arrondissement).

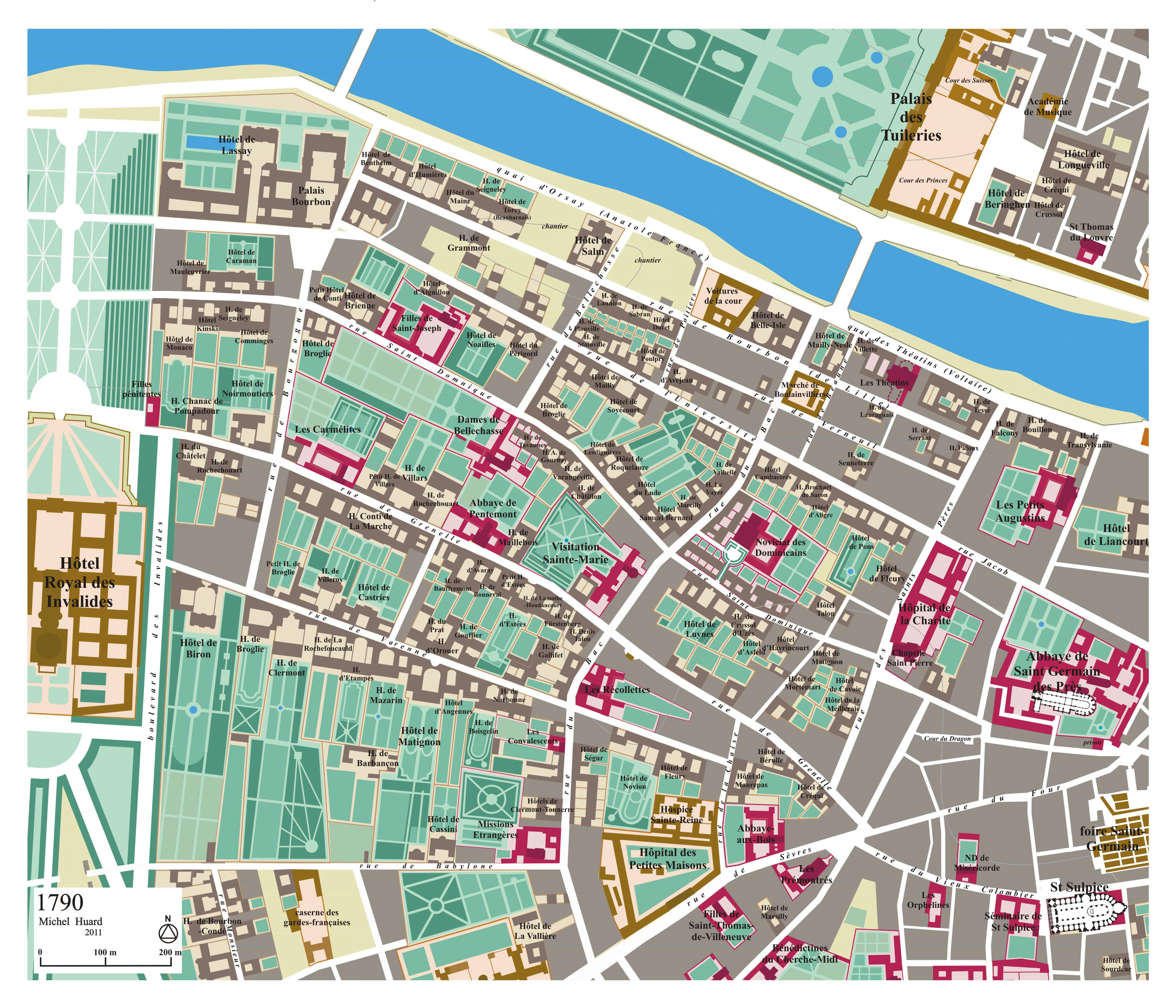
Plan des Faubourg Saint-Germain (um 1790)

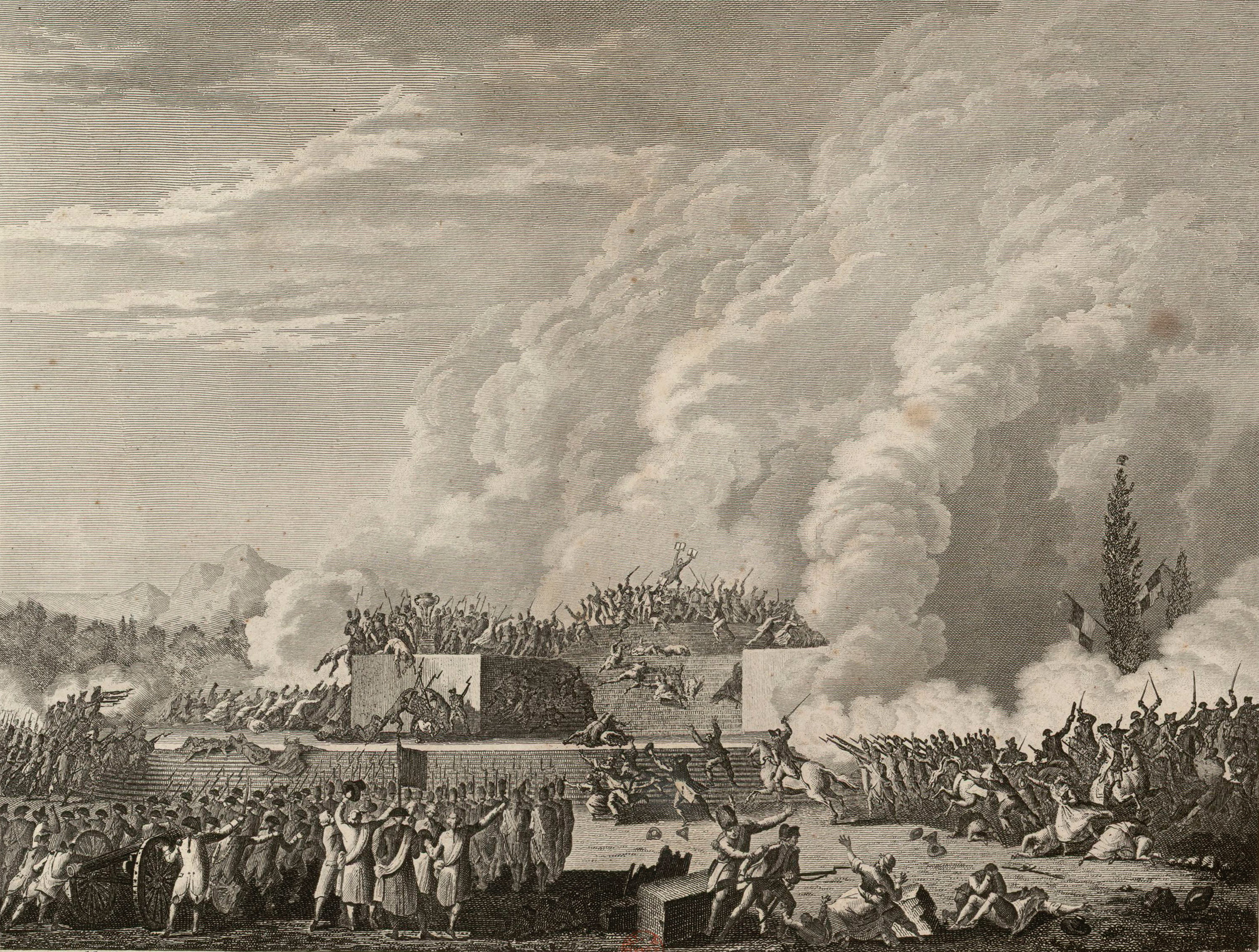
Massaker auf dem Marsfeld (Kupferstich 1801)

Obwohl das Gebiet mit ein bis drei Kilometer Luftlinienentfernung relativ nah an der Stadt lag, setzten Anfänge einer urbanen Entwicklung erst im Verlauf des 17. Jahrhunderts ein. Der – der (damaligen) Stadt am nächsten gelegene – Bereich am Seineufer wurde durch eine neue Vorstadt erschlossen: den Faubourg Saint-Germain. Während der Regentschaften von Ludwig XIII. und Ludwig XIV. entwickelte sich das westlich von Saint-Germain-des-Prés gelegene Gebiet zur neuen bevorzugten Ansiedlungsstätte des Adels. Die Umorientierung dieser Bewohnerschaft weg von dem dicht besiedelten Marais leitete nicht nur den Niedergang der rechts der Seine gelegenen Gebiete im Osten des Pariser Zentrums ein. Er beförderte einen übergeordneten Trend der Stadtausbreitung: in Richtung Westen als neues bevorzugtes Ansiedlungsgebiet für die begüterten Schichten.
Die sich verdichtenden Stadtpalast-Refugien im Faubourg Saint-Germain wurden durch zentralstaatliche Architekturprojekte weiter im Westen begrenzt. Ein zentrales Repräsentationsbauwerk des französischen Absolutismus war das Hôtel des Invalides im Zentrum des heutigen Arrondissements. Der weitreichende Gebäudekomplex mit Soldatenkirche und Invalidendom als Mittelpunkt entstand zur Lösung des Problems, was mit den heimatlosen, arbeitslosen oder verwundeten Soldaten nach einem Krieg geschehen sollte. Die – zwischen 1670 und 1676 errichtete – Versorgungseinrichtung wurde im 18. Jahrhundert mit weiteren Bauwerken flankiert: zum Seineufer hin mit der Wiesenanlage Esplanade des Invalides sowie dem benachbarten Palais Bourbon (heute: Sitz der Nationalversammlung), in Richtung Südwesten mit der École Militaire und dem ursprünglich als Exerzierplatz dienenden Champ de Mars.
Während der Französischen Revolution war insbesondere das Marsfeld ein zentraler Schauplatz. Am 14. Juli 1790 fand hier das Fest der Föderation statt, eine Feier anlässlich des ersten Jahrestags der Erstürmung der Bastille. Ein Jahr später – am 17. Juli 1791 – kam es auf dem „Feld der Föderierten“ zu einem Massaker, als Nationalgarde-Einheiten unter General La Fayette auf eine antiroyalistische Menge das Feuer eröffneten und dabei rund 50 Demonstranten töteten. Unter Napoleon I. spielte das Gebiet eine wichtige Rolle in der urbanen Planung. Die Invaliden avancierten zum Symbol des napoleonischen Erbes; der Invalidendom wurde 1840 zum Mausoleum Napoleons umgestaltet.
Im 19. Jahrhundert verdichtete sich die Besiedlung des sowohl von staatlicher Repräsentation als auch bürgerlicher bis großbürgerlicher Wohnbebauung bestimmten Bezirks. Ungeachtet dieser Prägung avancierte das Gebiet zum zeitweiligen Exilort bekannter politischer Flüchtlinge. Karl Marx bezog – von 1843 bis zu seiner Ausweisung 1845 – eine Unterkunft in der Rue Vaneau: zunächst als Untermieter in der Wohnung seines Zeitungsherausgeber-Kompagnons Arnold Ruge, später ein paar Häuser weiter in derselben Straße. Zu engen Freunden avancierten Heinrich Heine und Frédéric Chopin, zu einem streitbaren Kontrahenten der russische Anarchist Michail Bakunin, der Mitte der 1840er in der Rue de Bourgogne ein zeitweiliges Domizil gefunden hatte.
Industrialisierung und Urbanisierung schlugen sich auch bezüglich in Angriff genommener Bauvorhaben nieder. Ein sich über Jahrhunderte hinziehendes Projekt war der Ausbau des Quai d’Orsay. Erste Abschnitte waren bereits seit 1705 in Angriff genommen worden. Bis zum Jahr 1800 erstreckte sich die Uferstraße bis zur 1791 fertiggestellten Pont de la Concorde. Die Verlängerung in Richtung Westen wurde erst nach dem Ende des Ersten Kaiserreichs durchgeführt. Die Haussmann’schen Stadterneuerungsmaßnahmen tangierten das Bezirksgebiet allerdings nur in seinem nördlichen Teil – durch den Bau des Boulevard Saint-Germain. Andere große Straßenzüge – wie der Boulevard Raspail – wurden erst nach der Haussmann-Ära ausgebaut. Wieder andere – wie die Rue de Sèvres oder die Rue de Grenelle – fungierten bereits vor der Haussmann-Ära als bezirksübergreifende Verbindungsstraßen oder waren – wie die Avenue de La Motte-Picquet – Teil der absolutistischen Repräsentations-Architektur.

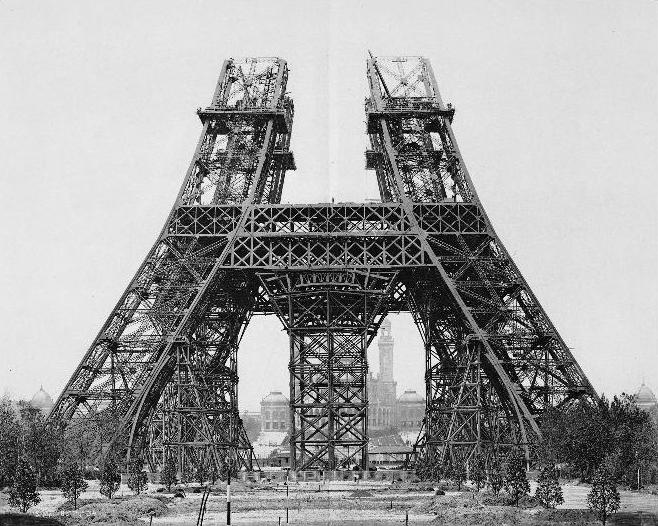
Konstruktion des Eiffelturms (Mai 1888)

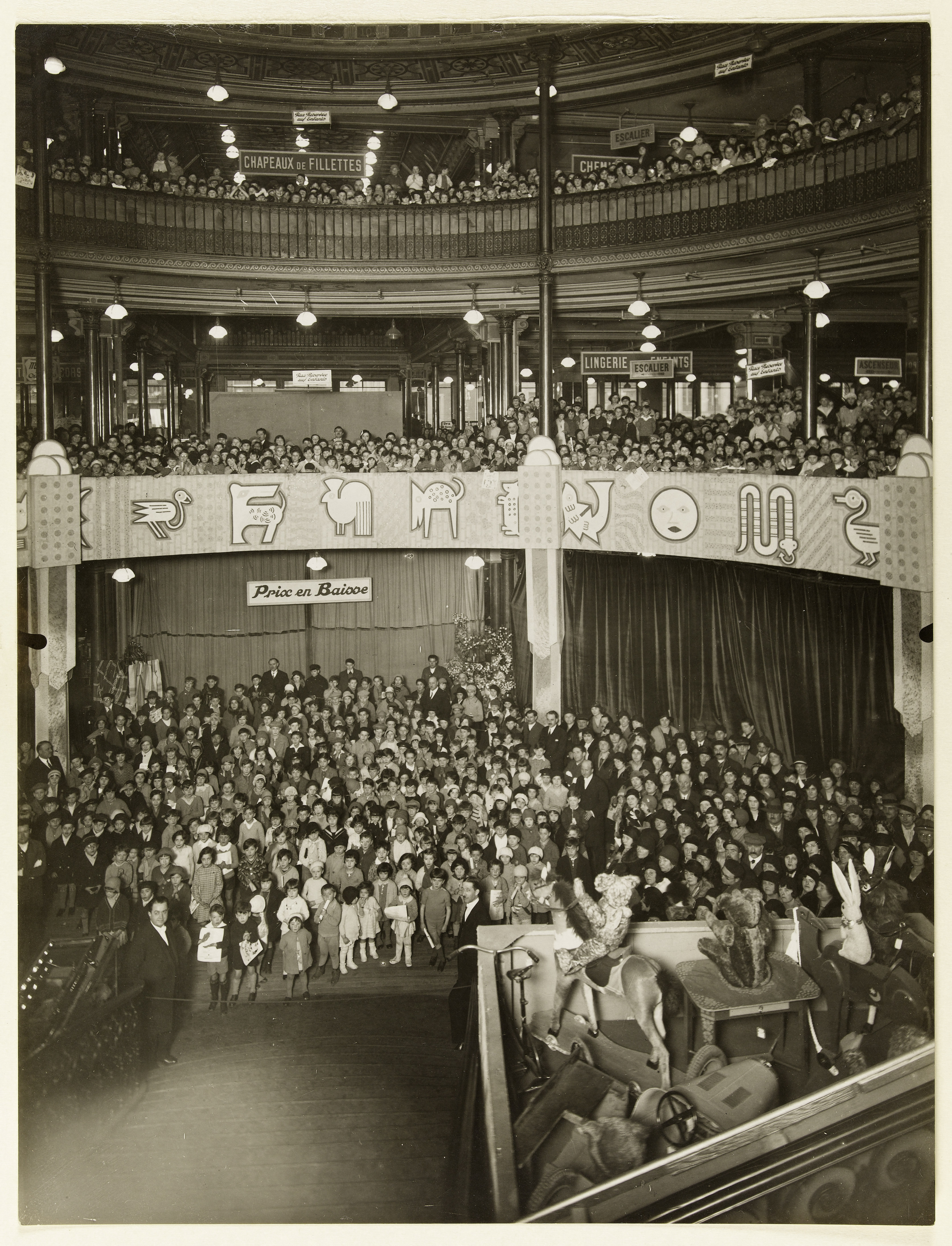
Belegschaft des Kaufhauses Le Bon Marché (1929)

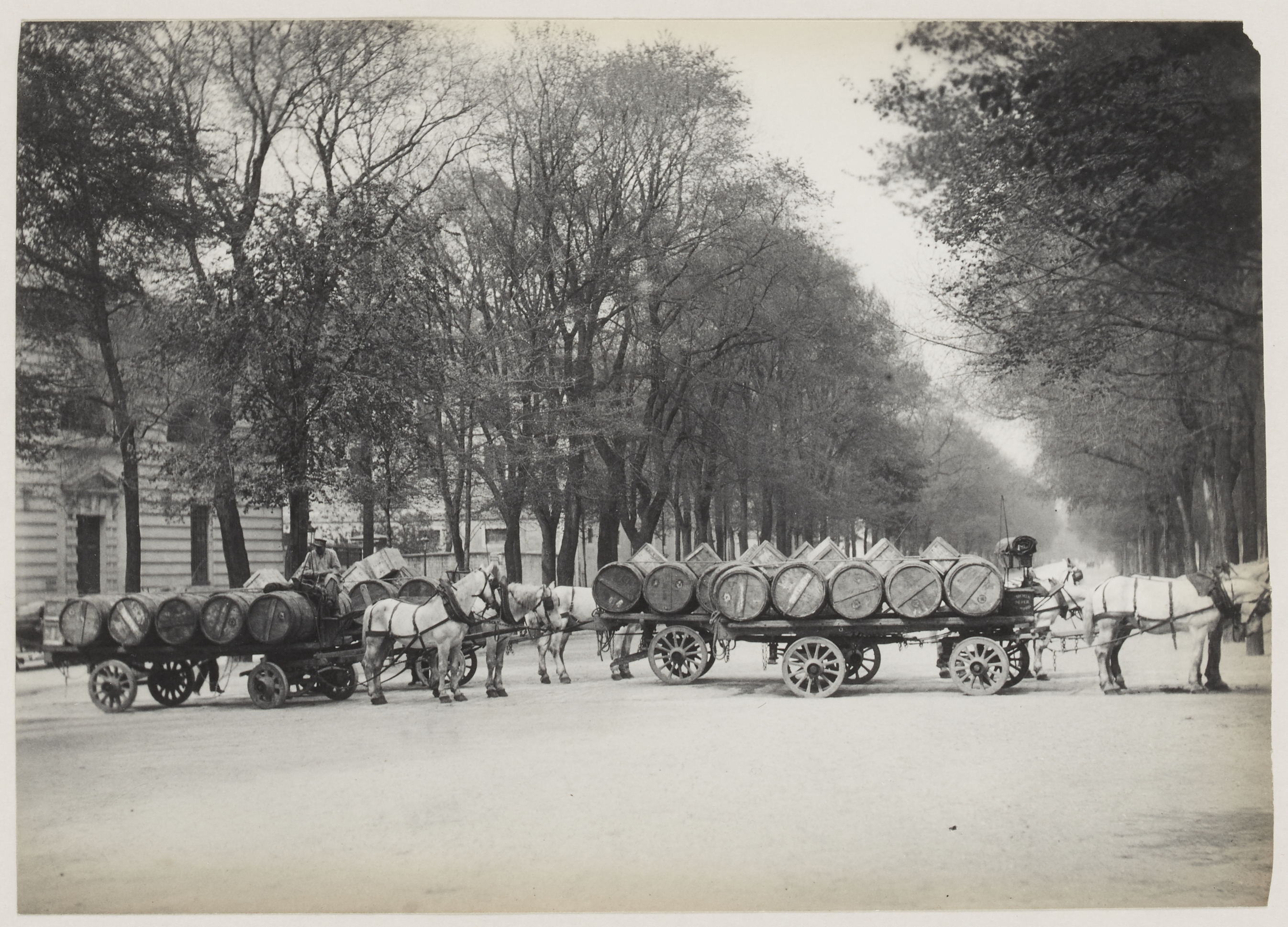
Manufacture des tabacs am Quai d’Orsay (ca. 1890)

Der Bau des Eiffelturms 1887 bis 1889 geriet zu einem Ereignis, welches für weltweite Aufmerksamkeit sorgte. Errichtet wurde er für die Weltausstellung von 1889; das davor liegende Marsfeld fungierte darüber hinaus als Hauptstandort. Viele traditionelle Künstler, denen die Antike Vorbild war, sahen im Eiffelturm eine Vermischung von Kunst und Alltag und lehnten ihn deshalb vehement ab – darunter Guy de Maupassant, Charles Baudelaire und Émile Zola. Während traditionelle Oberschicht sowie das konservative Spektrum dem Bauwerk in der Regel reserviert gegenüberstanden, wurde sein Bau vom republikanischen Spektrum gemeinhin begrüßt.
Eine weniger spektakuläre Neubegründung war das Luxuskaufhauses Le Bon Marché an der Grenze zum 6. Arrondissement. 1848 in erst eher überschaubarer Größe eröffnet, war es nicht nur ein Pionierunternehmen im neuen Segment der Warenhäuser. Bis zur Belle Epoque avancierte es zur maßgebenden Adresse im Bereich des gehobenen Konsums. Der nordwestliche Bezirksteil zwischen Marsfeld, Invaliden-Areal und Seine hingegen erhielt in Teilen eine eher industrielle Prägung. Am Ufer der Seine im Quartier du Gros-Caillou hatte sich ein von Verladestellen, Manufakturen und Fabrikanlagen bestimmtes Gewerbegebiet etabliert. In Sachen Lärm und Luftverschmutzung besonders exponiert war die zwischen Rue Jean Nicot und Rue Surcouf gelegene Manufacture des Tabacs. 1901 wurde sie außer Betrieb genommen, im Jahr 1909 schließlich geschlossen.
Ein weiterer urbaner Verdichtungspunkt war der Gare d’Orsay. 1900 als Fernbahnhof in Betrieb genommen, diente er während des Zweiten Weltkriegs als Abfertigungszentrum für Pakete an Kriegsgefangene. Die Zentren von kulturellem Leben und Vergnügen lagen bereits in der Zwischenkriegszeit rund um die Champs Élysées oder aber in den westlich des Siebten gelegenen Arrondissements. Im politischen Gefüge Frankreichs nahm der Bezirk allerdings eine hervorgehobene Rolle ein; zahlreiche Institutionen, Ministerien und diplomatische Vertretungen – darunter die Nationalversammlung im Palais Bourbon – hatten hier ihre Repräsentanz. Während der NS-Besatzung – deren Institutionen sich vor allem im 16., 8. sowie 1. Arrondissement konzentrierten – spielte das Siebte eine vergleichsweise zweitrangige Rolle. Relatives Aufsehen verursachte die von einem Résistance-Kommando durchgeführte Liquidierung des rechtsextremen Kollaborations-Propagandisten Philippe Henriot in der Rue de Solferino im Juni 1944 sowie der „Fernsehsender Paris“ – ein von NS-Stellen betriebenes Fernsehprogramm 1943/44, dass allerdings weitgehend im Versuchsstadium verblieb.
Die Dreiteilung des Bezirks in großbürgerlich-noble Quartiere in der Nordostecke, einem ausgreifenden Repräsentanzgebiet im Zentrum und einem stärker von Tourismus und Normalbewohnung geprägten Teil im Nordwesten prägte das 7. Arrondissement bis ins 21. Jahrhundert hinein. Die Viertel östlich des Invaliden-Areals gelten bis heute als die teuersten innerhalb der Stadt. Das hinter dem Quai d’Orsay liegende Gebiet beherbergt stadtweit die höchste Dichte an namhaften Museen. Neben den im weitreichenden Invaliden-Komplex untergebrachten Einrichtungen – darunter das Musée de l’Armée – ist vor allem das im ehemaligen Bahnhof untergebrachte Musée d’Orsay ein Brennpunkt des städtischen Tourismus.
Das von Präsident Giscard d’Estaing initiitierte und 1986 eröffnete Museum wurde 2001 ergänzt durch ein weiteres Renommierprojekt: das von d’Estaings Nachfolger Jacques Chirac auf den Weg gebrachte Musée du quai Branly. Die nahe dem Eiffelturm gelegene und als internationale Kunstsammlung konzipierte Einrichtung geriet in den 2010er-Jahren allerdings in die Kritik. Im Rahmen der Restitutionsdiskussion wurde am sie der Vorwurf erhoben, koloniale Raubkunst nicht so zurückzuführen, wie es internationale Vereinbarungen vorsehen.

## Viertel im 7. Arrondissement
Das 7. Arrondissement besteht aus den folgenden vier Stadtvierteln:
- Quartier Saint-Thomas-d’Aquin
- Quartier des Invalides
- Quartier de l’École Militaire
- Quartier du Gros-Caillou

Nach der offiziellen Zählung der Pariser Stadtviertel handelt es sich dabei um die Quartiers 25 bis 28.

## Bevölkerung
Den Zahlen des Statistik-Portals citypopulation.de von 2021 zufolge leben in dem knapp 4,1 Quadratkilometer großen Arrondissement 47.947 Einwohner. Das entspricht einer Bevölkerungsdichte von 11.723 Personen pro Quadratkilometer. Die Bevölkerungsabnahme zwischen 2015 und 2022 lag mit −2,0 % im für Pariser Verhältnisse überdurchschnittlichen Bereich. 22.170 der aufgeführten Bewohner waren männlich, 25.777 weiblich, 6849 jünger als 18 Jahre, 29.689 zwischen 18 und 65 und 11.410 über 65 Jahre. Die französische Staatsbürgerschaft besaßen 40,665, eine andere 7282. Als Nichtimmigranten führte die Statistik 38.780 Bewohner auf, als Immigranten 9167.
Die Einwohnerentwicklung geht weitgehend mit der des gesamten Pariser Zentrums synchron. Mit steigenden Zahlen wartete das Arrondissement bis in die 1920er auf. Die Jahrzehnte danach war lediglich ein leichter Rückgang zu verzeichnen. Ab den 1950ern sank die Einwohneranzahl deutlich ab; zum Ende des Jahrhunderts betrug sie etwas mehr als die Hälfte derjenigen zur Jahrhundertmitte. Die Zahlen betrugen: 72.965 im Jahr 1861, 102.217 im Jahr 1906, 110.684 im Jahr 1926, 104.412 im Jahr 1954, 87.811 im Jahr 1968, 68.383 im Jahr 1982 und 56.985 im Jahr 1999. Die Schätzung für das Jahr 2021 mit 47.947 Einwohnern (siehe letzten Absatz) bestätigt diesen Trend.
Bei der Bevölkerungsverteilung rangiert das Quartier du Gros-Caillou deutlich vorn. Mit 21.672 Einwohnern ist die Einwohneranzahl fast oder mehr als doppelt so hoch wie in den beiden Quartieren École Militaire (11.115) und Saint-Thomas-d’Aquin (10.042). Das von Repräsentationsbauwerken weitgehend in Beschlag genommene Quartier des Invalides wartet mit einer Einwohneranzahl von 5.120 auf. Die Quartierszahlen im Überblick:
- Saint-Thomas-d’Aquin: 10.042 Einwohner
- Invalides: 5.120 Einwohner
- l’École Militaire: 11.115 Einwohner
- Gros-Caillou: 21.672 Einwohner

## Politik und Verwaltung

### Rathaus
Das Rathaus (mairie) des 7. Arrondissements befindet sich in: 116 Rue de Grenelle, 75007 Paris.

### Bürgermeister
Bürgermeisterin des 7. Arrondissement ist seit 2008 Rachida Dati, Mitglied der Mitte-rechts-Partei Les Républicains.

### Ministerien

Plenarsaal der Nationalversammlung im Palais Bourbon

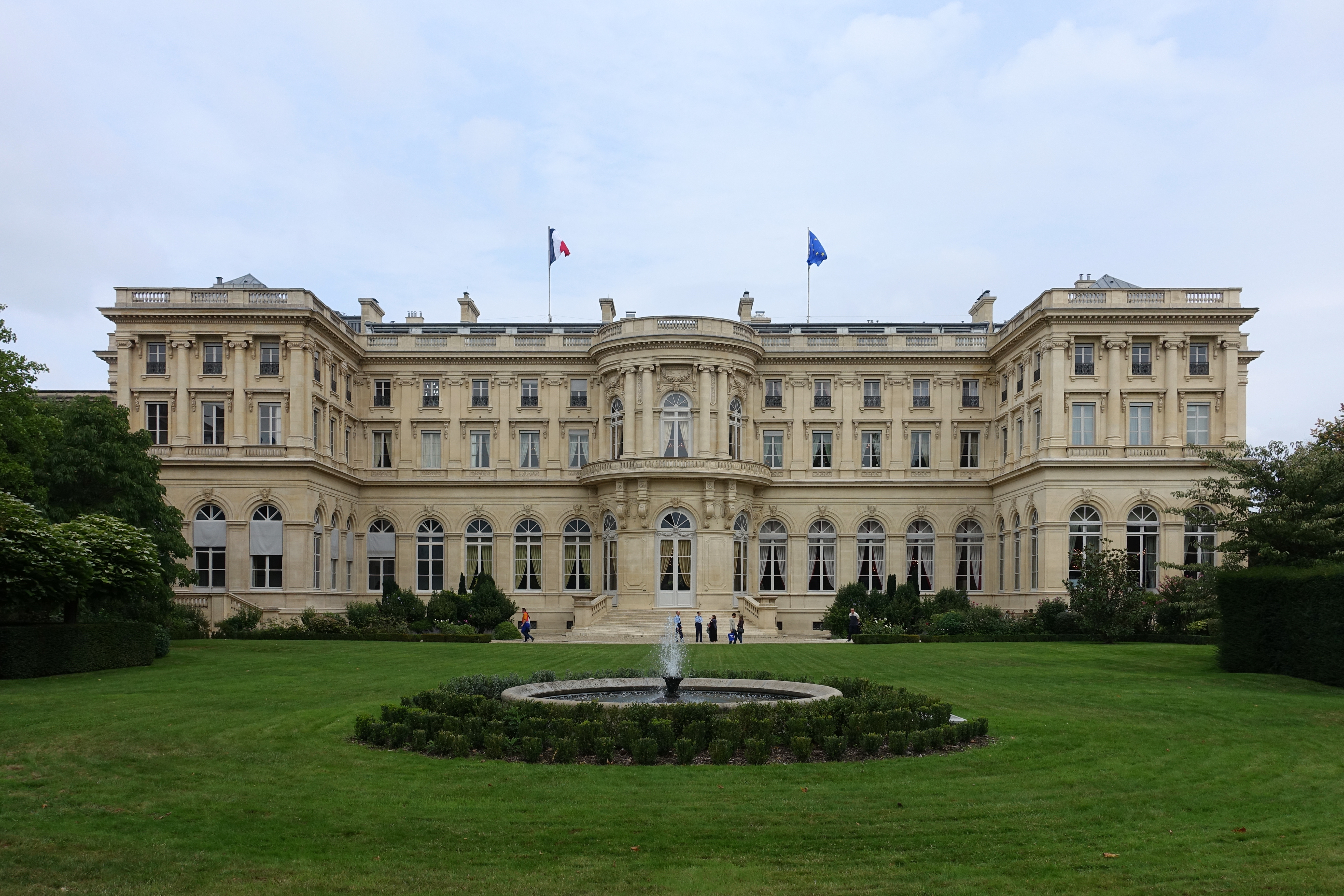
Sitz des französischen Außenministeriums, Quai d’Orsay

- Assemblée Nationale (Nationalversammlung)
- Ministère de la Défense (Verteidigungsministerium)
- Ministère de la Santé (Gesundheitsministerium)
- Ministère de la Ville et Ammenagement du Territoire
- Ministère des Affaires Étrangères (Außenministerium)
- Ministère des Affaires Européennes (Ministerium für Europäische Angelegenheiten)
- Ministère des Postes Télecommunications
- Ministère du Tourisme (Ministerium für Tourismus)
- Ministère de l’Éducation nationale (Bildungsministerium)
- Ministère du Travail (Arbeitsministerium)
- Ministère des Transports
- Ministère de l’Agriculture (Landwirtschaftsministerium)

Sehenswürdigkeiten, bekannte Orte und Straßen
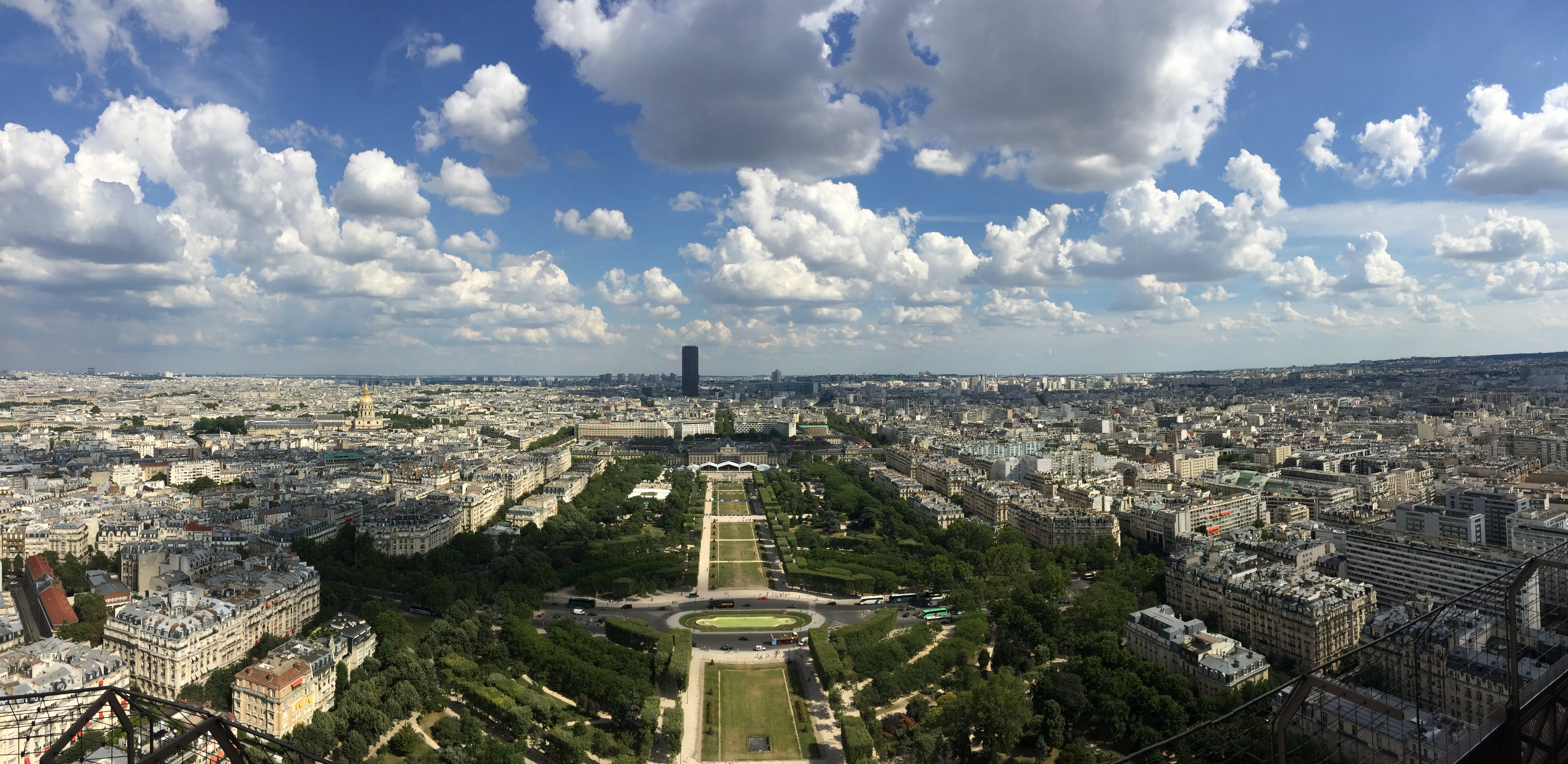
Blick vom Eiffelturm nach Osten
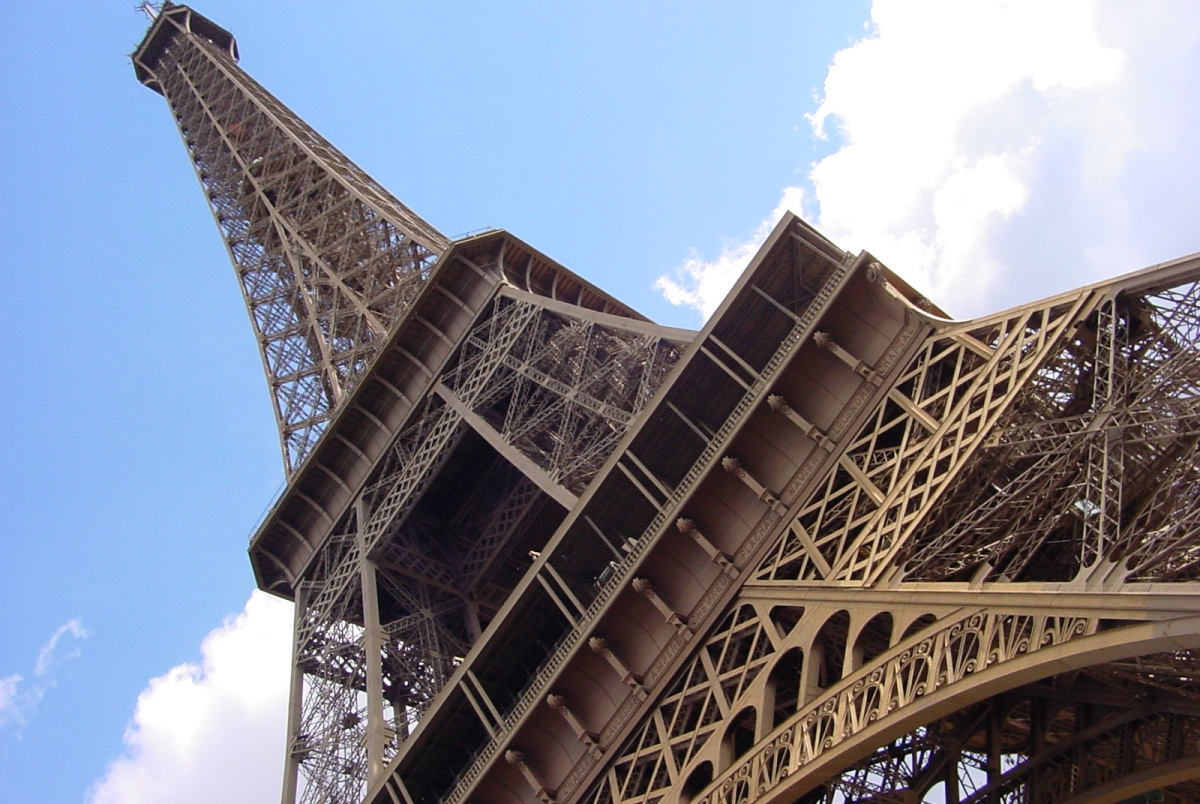
Eiffelturm (Nahansicht)
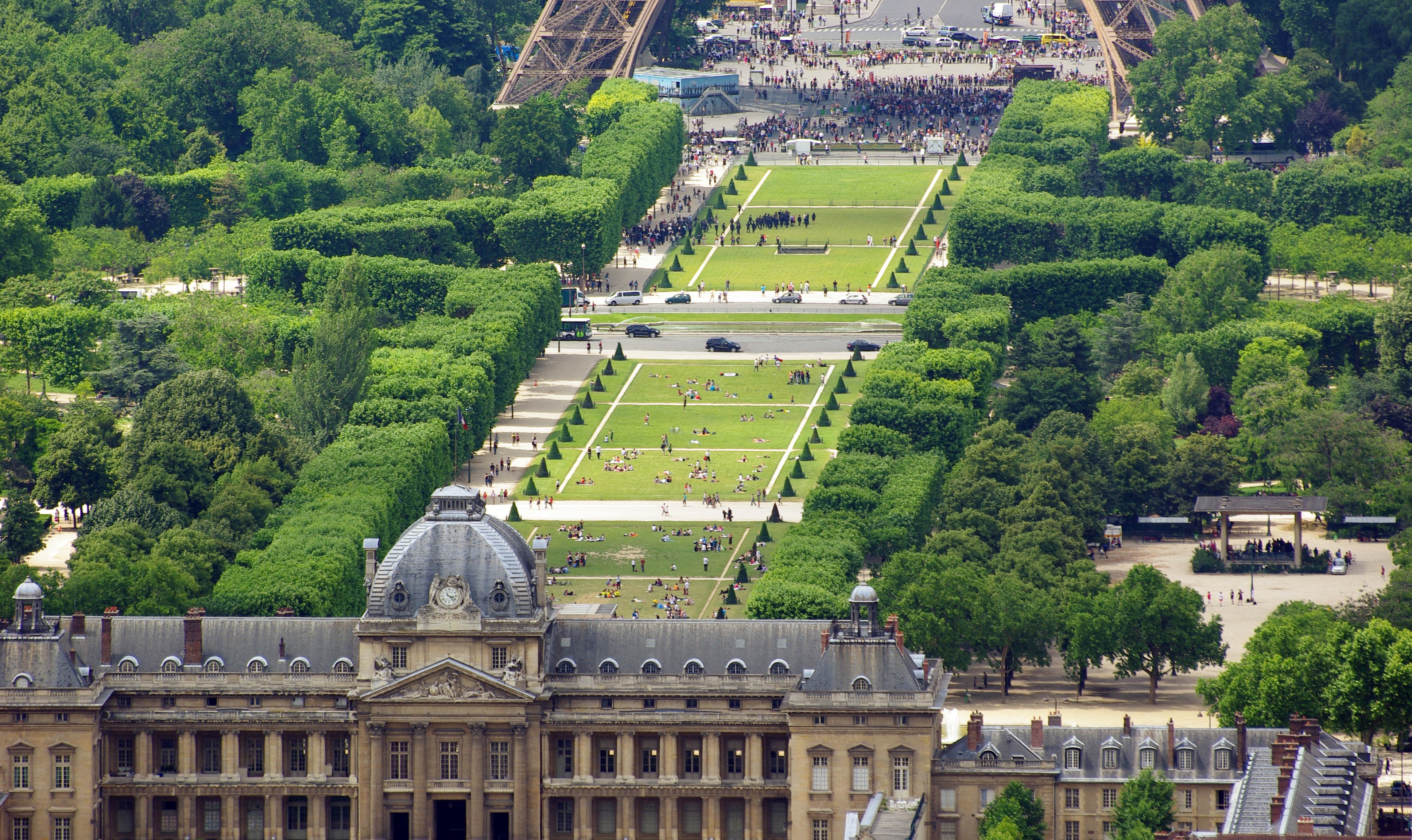
Champs de Mars
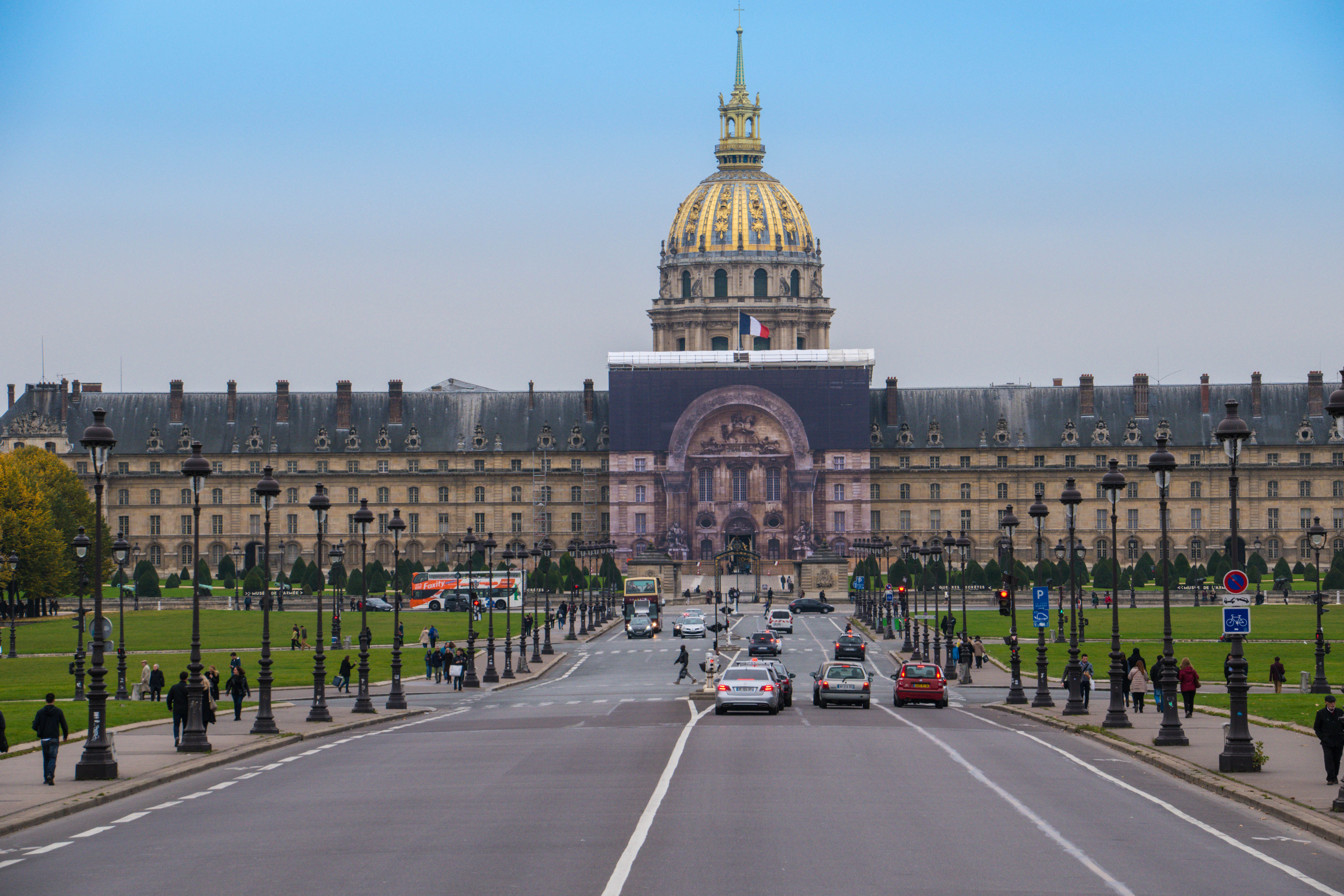
Hôtel des Invalides
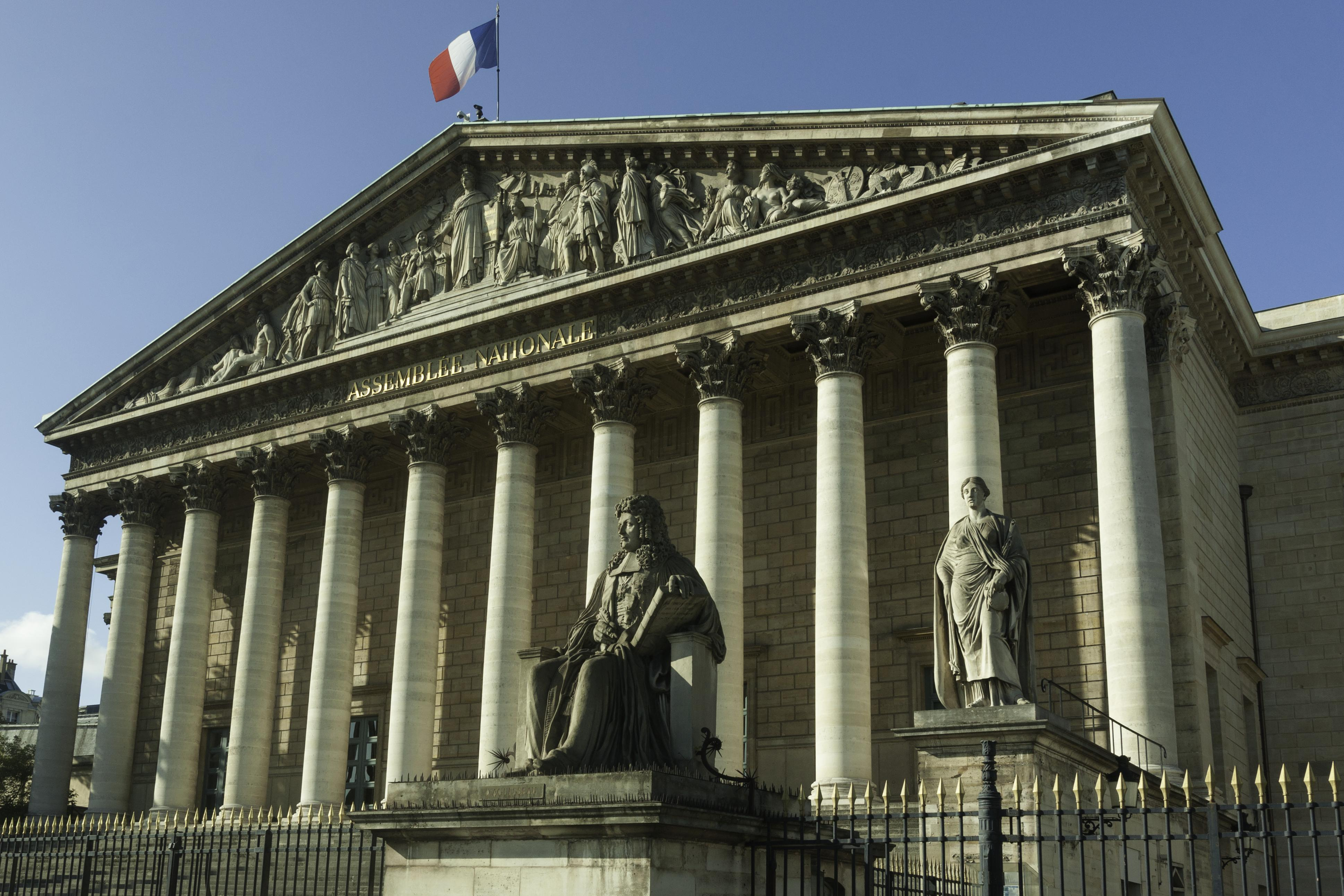
Nordfassade des Palais Bourbon
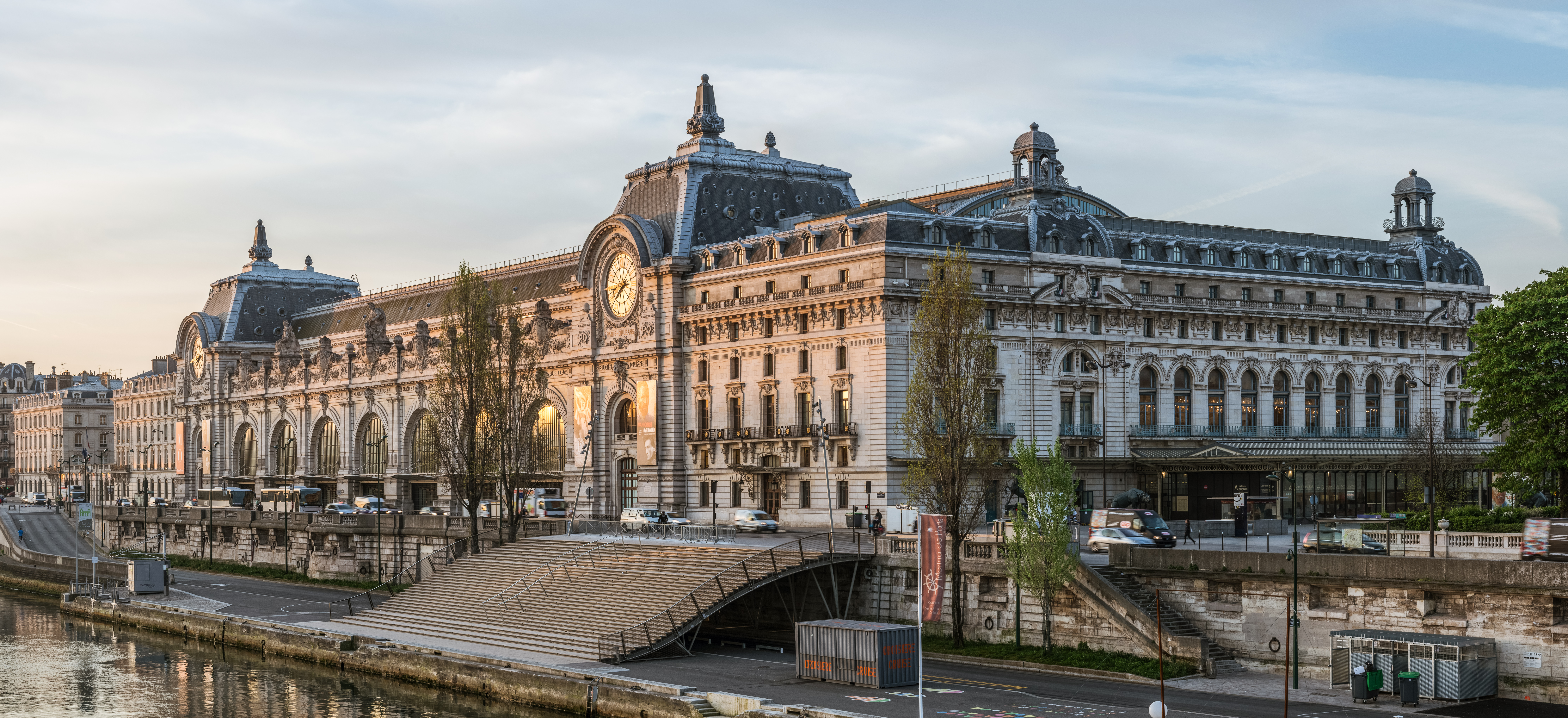
Musée d’Orsay
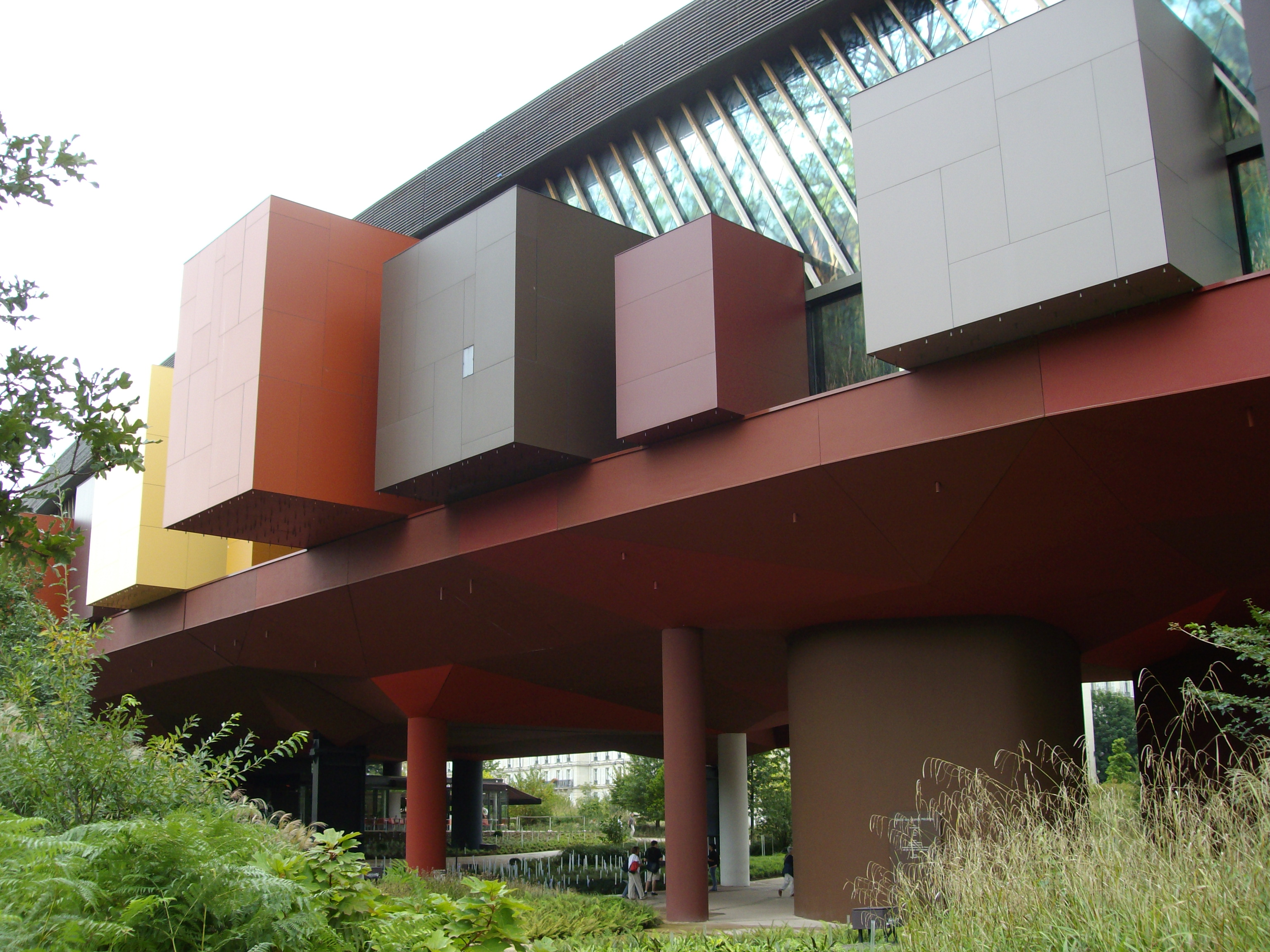
Nordfassade des Musée du Quai Branly
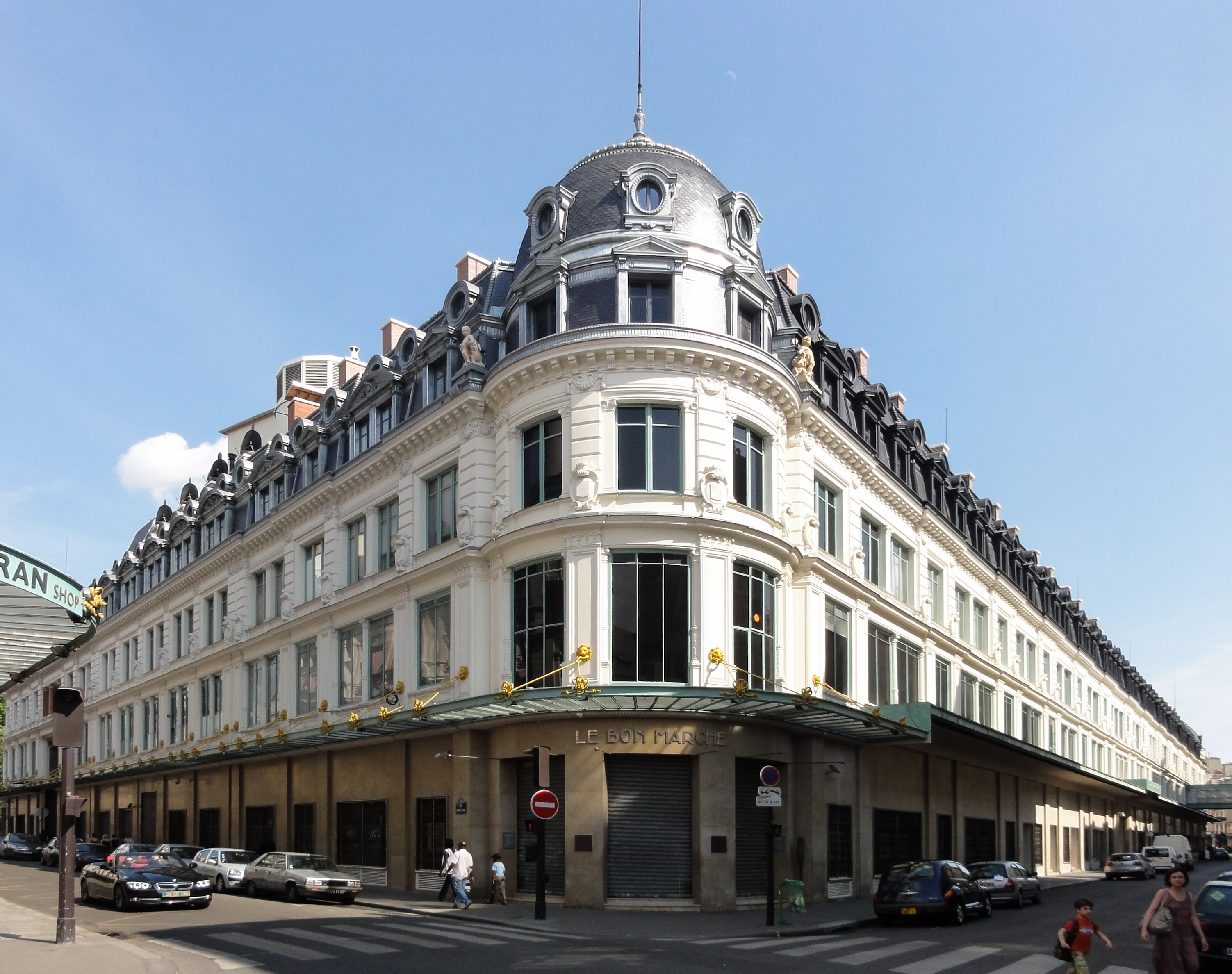
Le Bon Marché
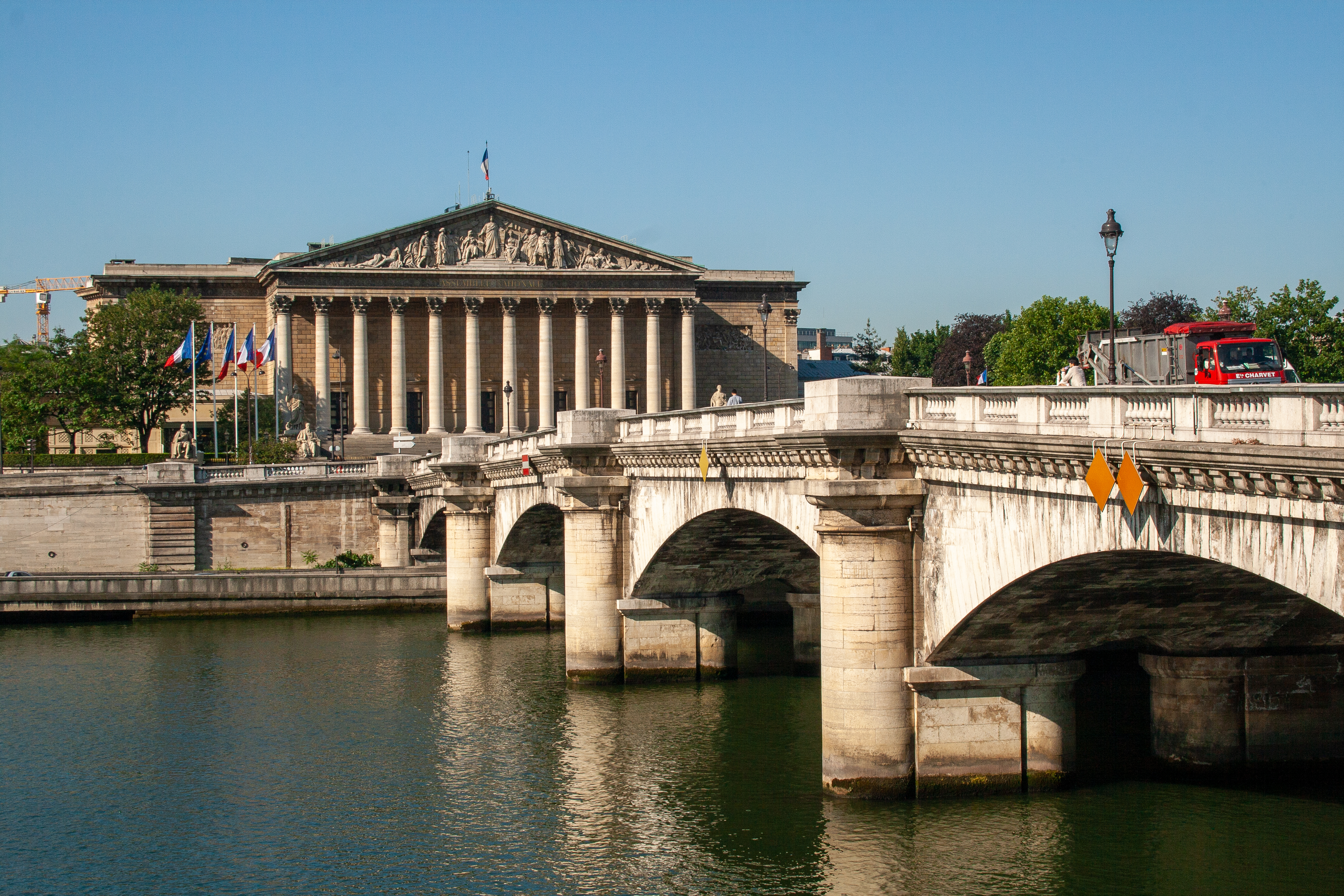
Pont de la Concorde
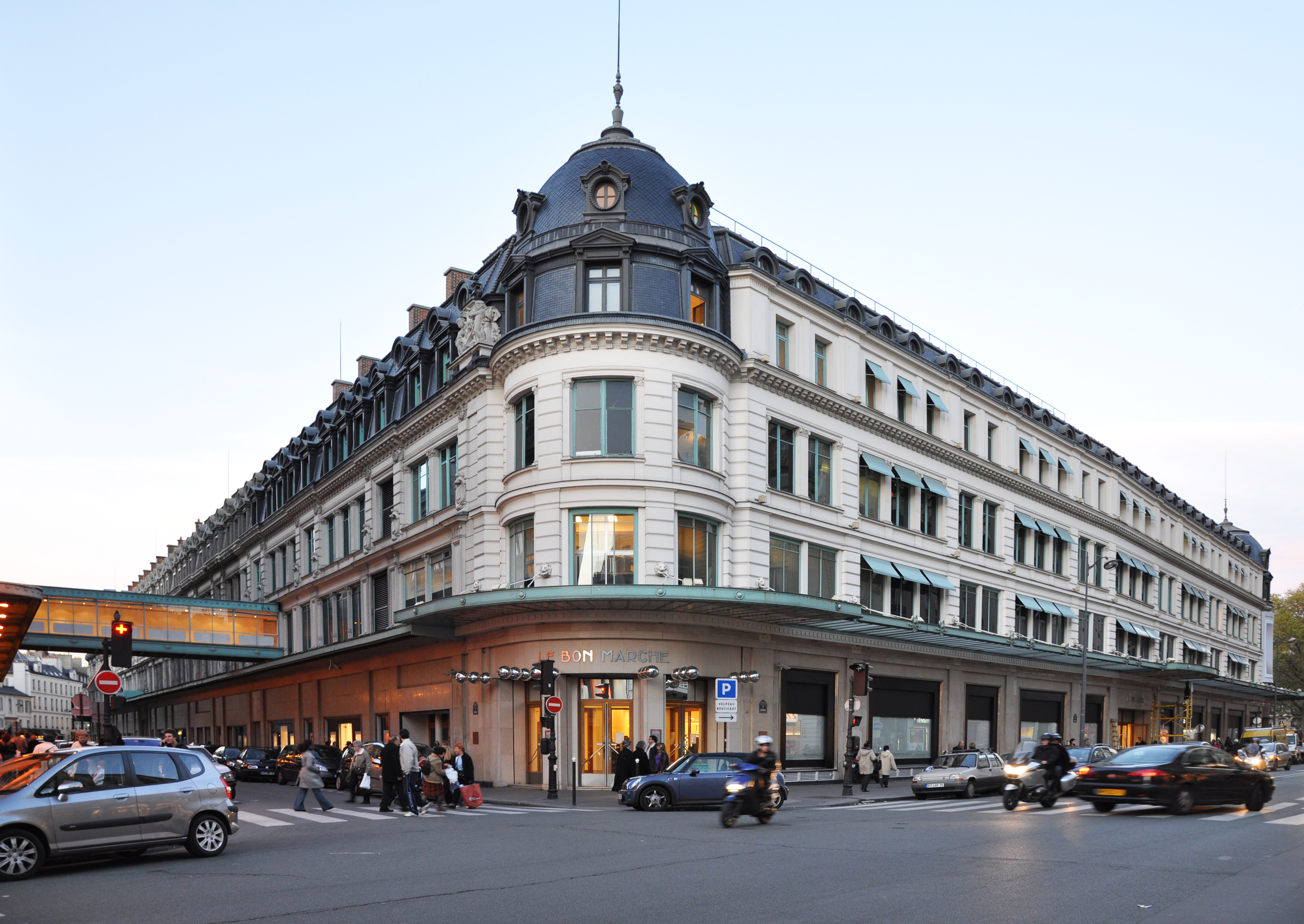
Rue de Sevres

## Sehenswürdigkeiten
- Ecole Militaire
- Hôtel des Invalides
  - Église du Dôme (Invalidendom)

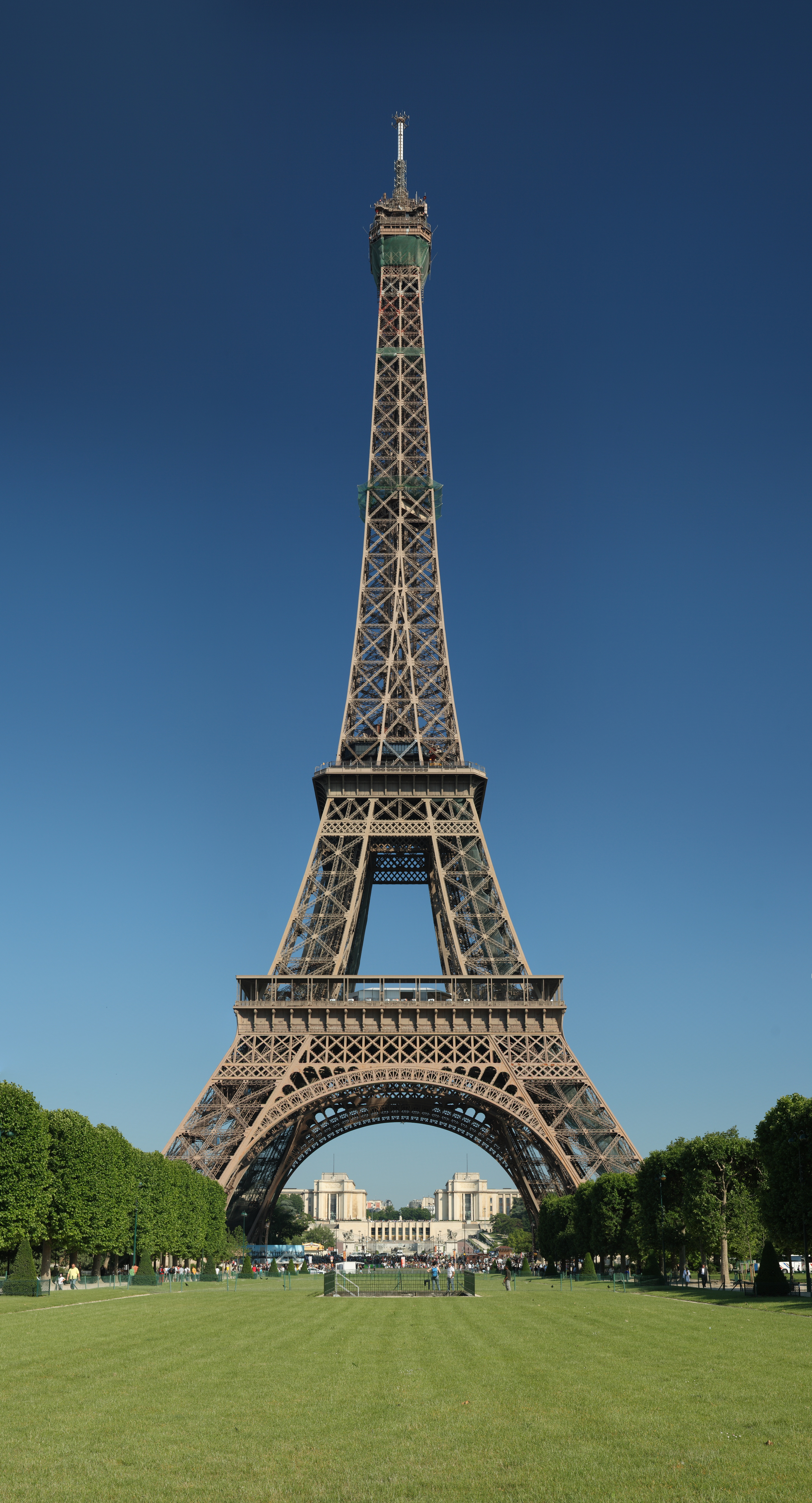
Der Eiffelturm

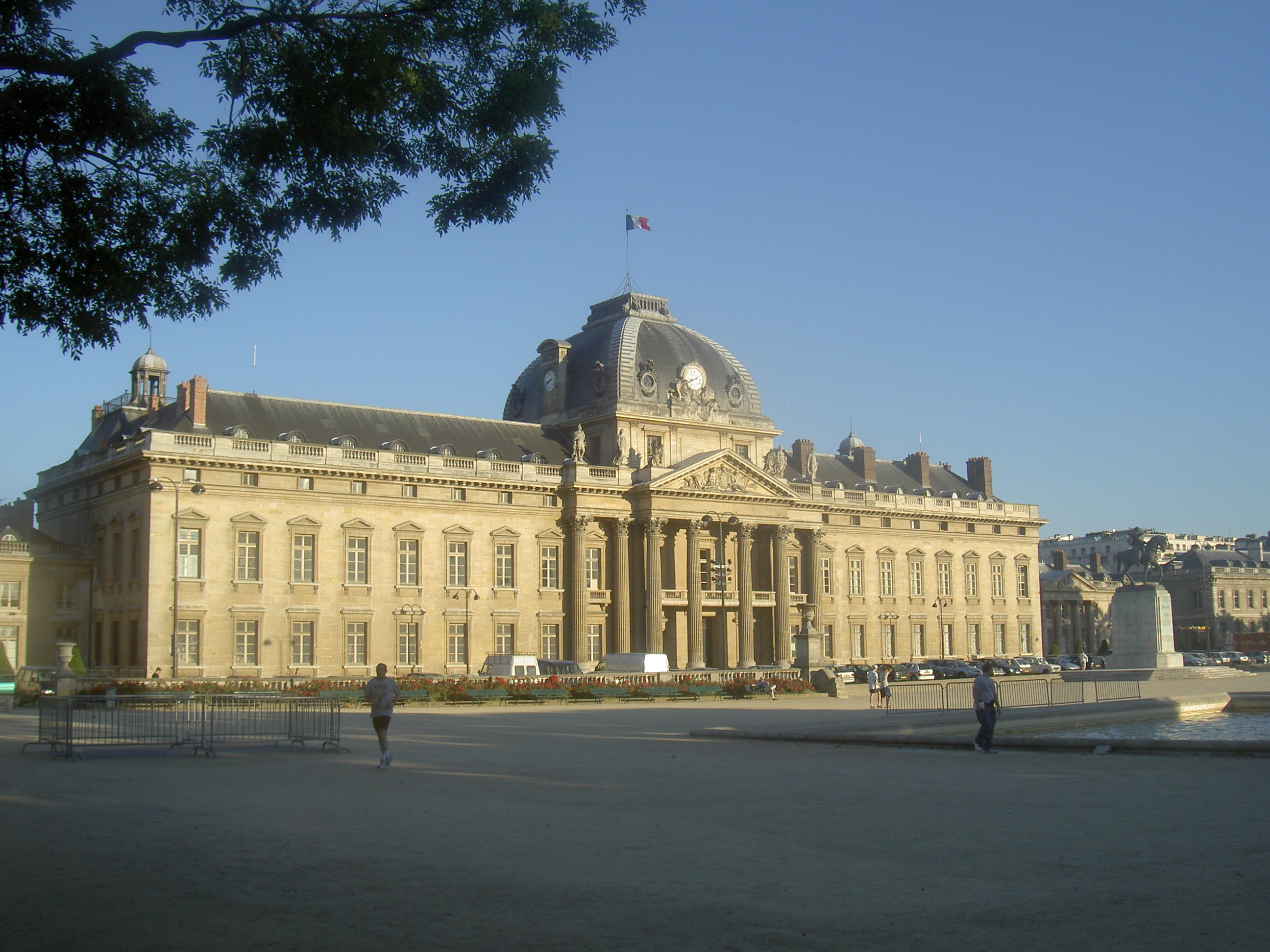
École Militaire

  - Cathédrale Saint-Louis-des-Invalides
  - Musée de l’Armée
- Hôtel Matignon
- Musée d’Orsay
- Musée Maillol
- Musée Rodin
- Palais Bourbon (Nationalversammlung)
- Parc du Champ de Mars
- Tour Eiffel (Eiffelturm)
- Musée du quai Branly

## Grünzonen
- Esplanade des Invalides
- Jardin Catherine Labouré
- Jardin de l’Intendant
- Parc du Champ de Mars
- Uferpark Berges de la Seine

## Verkehr und Infrastruktur

### Wichtige Straßen

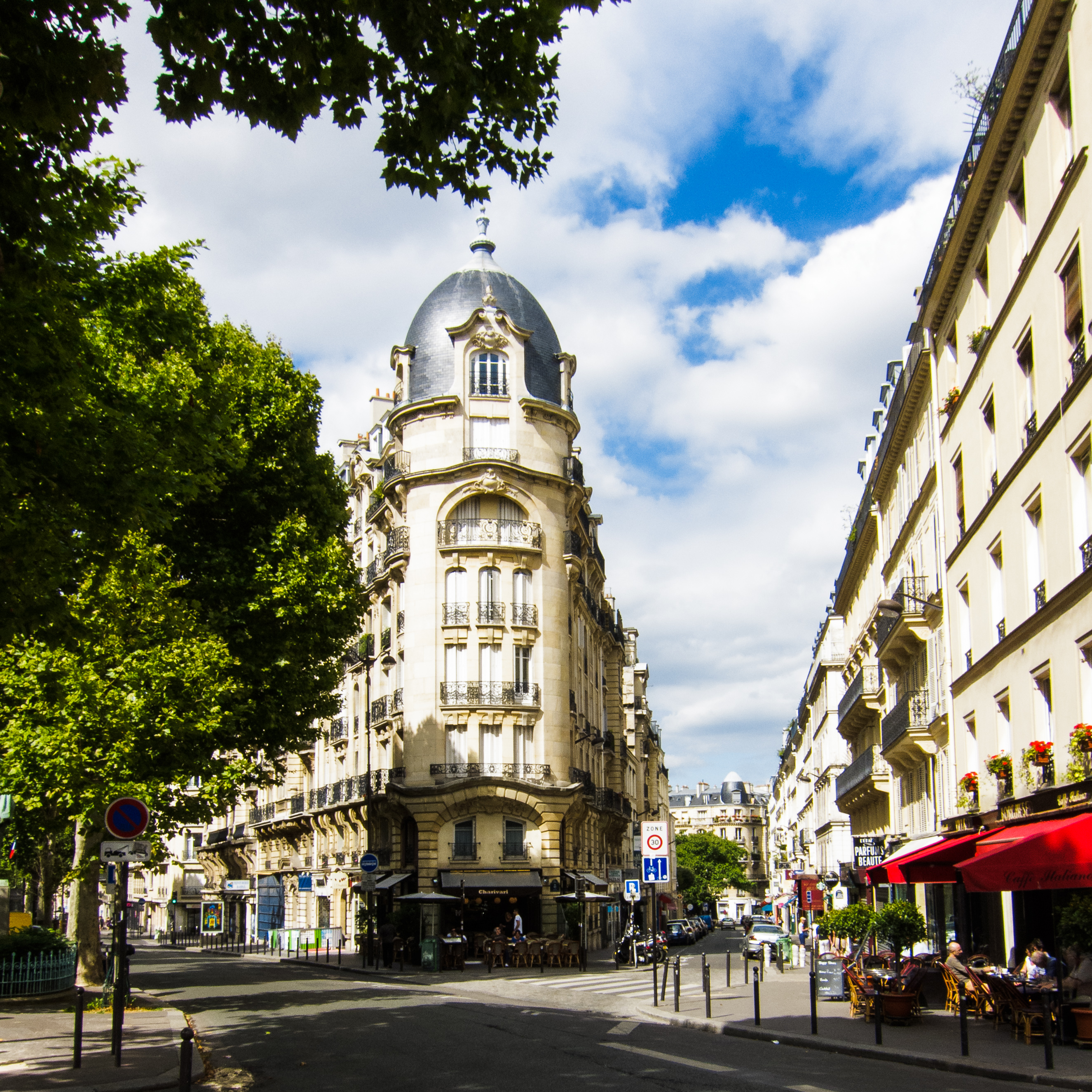
Häuserzeile am Boulevard Raspail

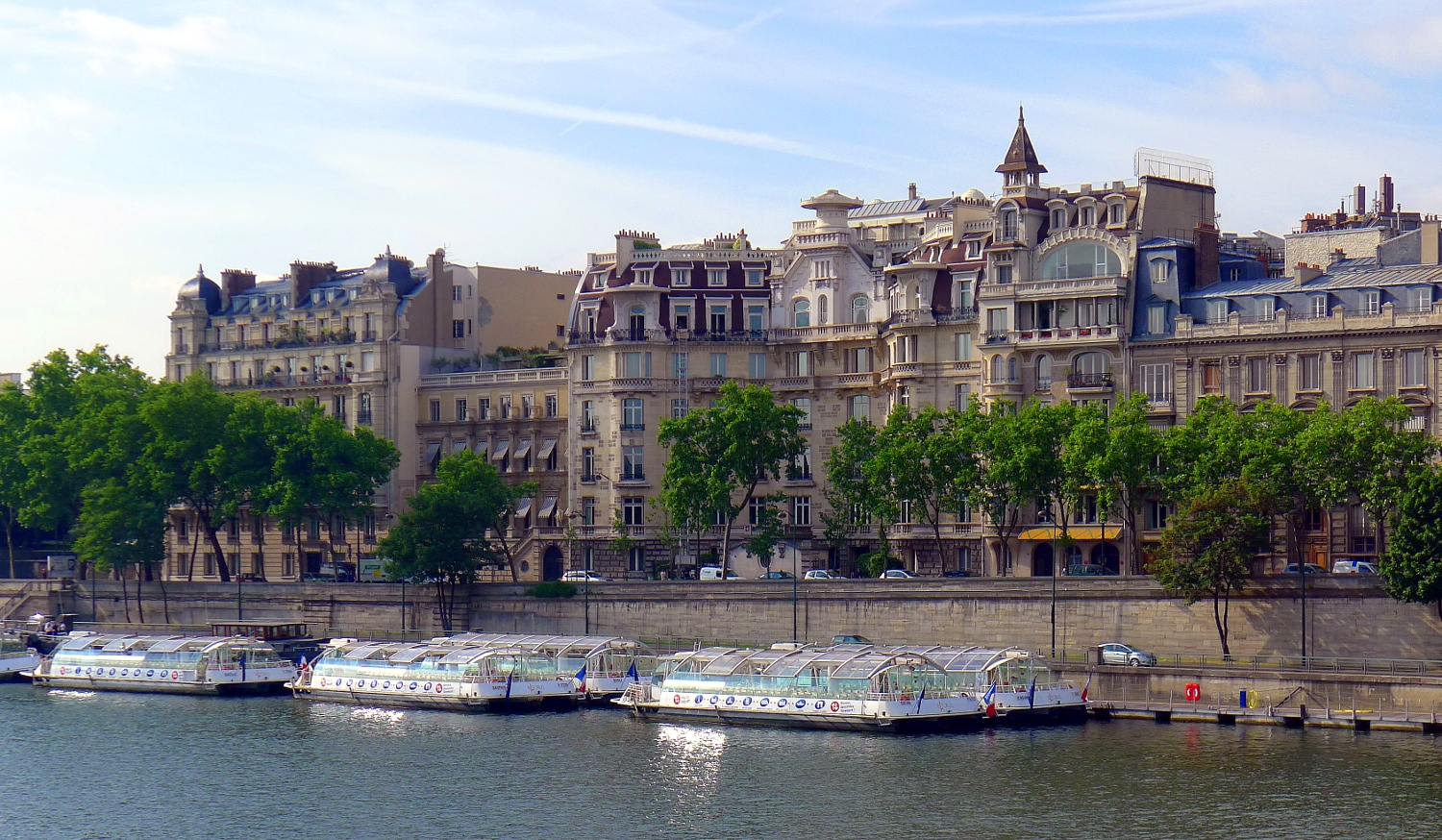
Quai Anatole-France

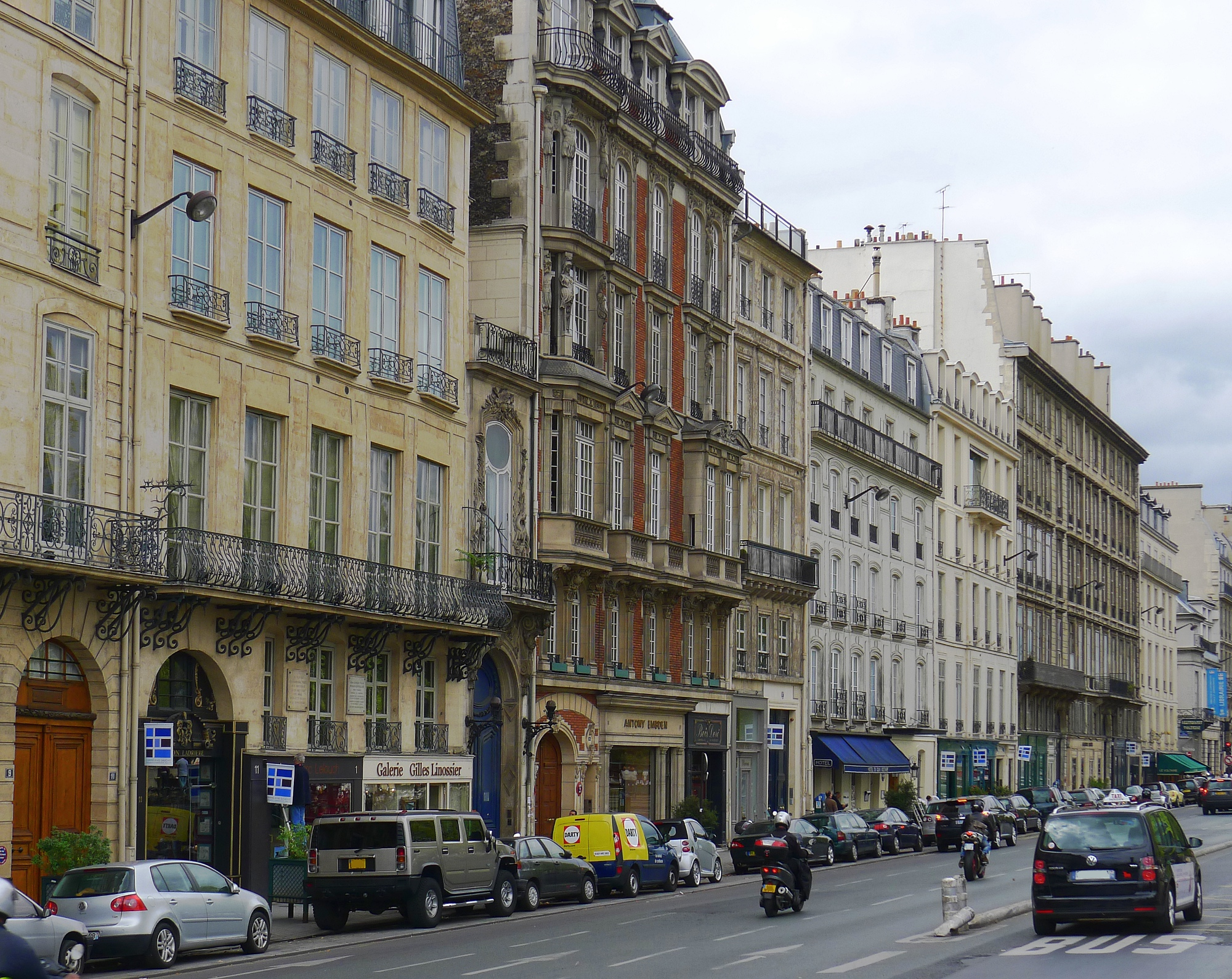
Häuserzeile am Quai Voltaire

- Avenue Bosquet
- Avenue Charles Risler
- Avenue de Breteuil
- Avenue de La Motte-Picquet
- Avenue de la Tour Maubourg
- Avenue de Lowendal
- Avenue de Saxe
- Avenue de Ségur
- Avenue de Souffren
- Avenue de Tourville
- Avenue de Villars
- Avenue du Mal. Gallieni
- Avenue Duquesne
- Avenue Gustave Eiffel
- Avenue J. Bouvard
- Boulevard des Invalides
- Boulevard Raspail
- Boulevard Saint-Germain
- Quai Anatole France
- Quai Branly
- Quai d’Orsay
- Quai Anatole France
- Quai Voltaire
- Rue de Buenos Aires
- Rue de Grenelle
- Rue de l’Université
- Rue de Lille
- Rue de Sèvres
- Rue du Bac

### Wichtige Plätze
- Place de Breteuil
- Place de Fontenoy
- Place de la Résistance
- Place des Invalides
- Place du Prést
- Place Vauban

### Bahnhöfe und Métrolinien

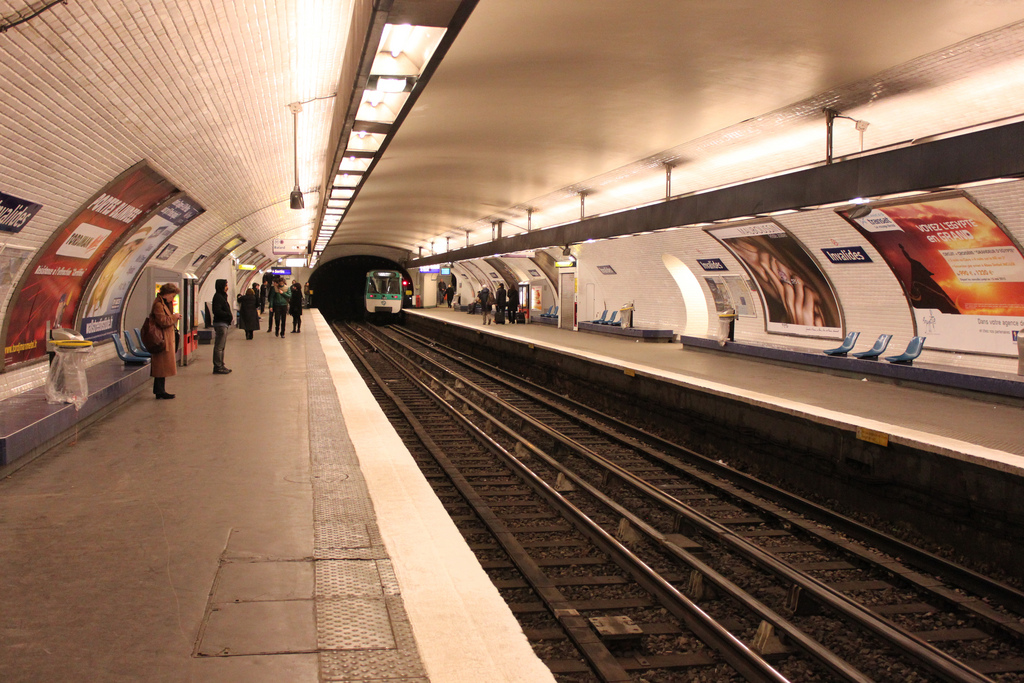
Invalides: Métro-Station der Linie 8

Die Métrostationen Invalides, Duroc und Sévres Babylone sind drei wichtige Knotenpunkte im Arrondissement. Über sie fahren die Métrolinien 8, 10, 12 und 13.
Die RER-Linie C hält ebenso an den Stationen Invalides und Musée d’Orsay und verläuft weiter entlang der Seine (z. B. nach Westen zur Station Champ de Mars – Tour Eiffel im 16. Arrondissement).

## Wichtige Kirchen
- Chapelle Royale des Invalides (Invalidendom)
- St. Louis des Invalides
- Ste-Clotilde
- St. François Xavier
- St. Thomas d’Aquin

## Literarische Bedeutung
- Hannah Arendt: Essay Faubourg Saint-Germain, in: Elemente und Ursprünge totaler Herrschaft, S. 149–155. Nachdruck in: Essays berühmter Frauen. Hg. Marlis Gerhardt. Insel, Frankfurt 1997. ISBN 3-458-33641-9. S. 54–71 (über dieses Viertel, mit den Augen Marcel Prousts „Sodom und Gomorra“ in Auf der Suche nach der verlorenen Zeit. Eine weitere Interpretation, Arendt folgend: Online)